# Perfect World Mobile
Perfect World Mobile (完美世界手游, 완미세계, パーフェクトワールド) est un MMORPG pour les plateformes Android et iOS des développeurs Perfect World Games. Il s'agit de la suite du célèbre jeu client Perfect World, sorti en 2006.
Le jeu a été annoncé en 2016 comme une version mobile du MMORPG Perfect World. Il est basé sur le monde et le scénario originaux du jeu. Perfect World Mobile est sorti en chinois le 6 mars 2019.

## Gameplay
Perfect World Mobile: The Beginning est un jeu de rôle d'inspiration asiatique et fantastique avec 3 races et 9 classes de personnages disponibles pour le joueur. Chacun des archétypes présentés possède des capacités de combat uniques. 

## Développement et diffusion
Perfect World International Mobile a été annoncé en 2016, lors du Tokyo Game Show 2016, comme une version mobile du populaire MMORPG Perfect World pour PC. Une sortie était prévue pour fin 2017, mais n'a jamais eu lieu. Le jeu était destiné aux tablettes.
La version chinoise de Perfect World Mobile a été annoncée lors de la conférence Tencent UP du 24 avril 2018. Le jeu est basé sur les mécanismes et l'histoire de Perfect World International Mobile, qui a été annoncé en 2016.
Le test bêta fermé de Perfect World Mobile en Chine a eu lieu du 27.09.2018 au 01.02.2019. Le test bêta ouvert de la version chinoise a eu lieu du 09.08.2018 au 01.09.2018. Plus de trois millions de joueurs se sont inscrits pour le test bêta ouvert de la version chinoise.
La sortie de la version chinoise de Perfect World Mobile a été annoncée le 22 février 2019. Le projet est sorti en Chine le 6 mars 2019 pour Android et iOS. Le jeu a été téléchargé 2,6 millions de fois au cours des 12 premières heures.
La version européenne du jeu a été annoncée le 25 juillet 2019. Il est sorti le 29 août 2019. La version nord-américaine est sortie le 4 septembre. La version en langue russe a été annoncée le 12 août 2019. La sortie de la version en langue russe a ensuite été reportée indéfiniment. 